# Cándida López
López  Cano est un nom espagnol. Le premier nom de famille, en général paternel, est López ; le second, en général maternel, souvent omis, est Cano.
Cándida López Cano, née à Socuéllamos (Castille-La Manche) en 1936, décédée à Alicante (Communauté valencienne) le 25 septembre 2013, est un mannequin (sous le pseudo d'Ita del Olmo) et une actrice espagnole (souvent sous le pseudo de Candice Kay).

## Biographie
Après sa carrière de mannequin et d'actrice, elle devient la représentante de son époux, Aldo Sambrell.

### Vie familiale
C'est comme actrice qu'elle rencontre son époux Aldo Sambrell en 1964.

## Filmographie
Sauf indication contraire, les informations mentionnées dans cette section peuvent être confirmées par la base de données cinématographiques IMDb,  présente dans la section « Liens externes ».
- 1946 : El otro Fu-Man-Chú de Ramón Barreiro[1]
- 1975 : La última jugada d'Aldo Sambrell : Helen Carstairs (sous le pseudo de Candice Kay)
- 1979 : Les Trois Supermen contre le parrain d'Italo Martinenghi (non créditée)
- 1980 : Matar para vivir d'Aldo Sambrell (sous le pseudo de Candice Kay)
- 1982 : Emanuelle in the Country (Messo comunale praticamente spione) de Mario Bianchi : Bella (sous le pseudo de Candice Kay)
- 1983 : Al oeste de Río Grande de José María Zabalza : Maria Sanchez (sous le pseudo de Candice Kay)
- 2006 : Río seco, court-métrage (sous le pseudo de Candice Kay)